# 京都市立塔南高等学校
京都市立塔南高等学校（きょうとしりつ とうなんこうとうがっこう）は、京都府京都市南区吉祥院観音堂町にあった市立高等学校。校名の「塔南」は東寺の五重塔の南側に立地することが由来である。
校章は第2回卒業生である菱本光一郎のデザインによるもので、広げた本の上に三角錐をおいて、京、南、高の三字を図案化したものであり、立体的な三角錐は塔のそびえる姿を表している。

## 設置学科
- 普通科
- 教育みらい科（教育学科） - 全国初の教員養成専門学科である。

## 沿革
- 1963年 - 創設。京都市立洛陽高等学校、京都市立伏見高等学校[※ 1]から転籍した普通科の新2、3年生の受入式、第1回入学式挙行。
- 1985年 - 制服を導入[2]。
- 2005年 - 2学期制（4ターム制）の開始。
- 2007年 - 教育みらい科（教育学科）を新設。
- 2023年 - 京都市立洛陽工業高等学校跡地に移転・再編し、京都市立開建高等学校に改名[3]。
  - 京都市立開建高等学校所在地（京都市立洛陽工業高等学校跡地）は西寺跡の西隣である。

## 著名な卒業生
- 北川進（無機化学者）
- 西田昌司（参議院議員）
- 平井英嗣（関西学生アメリカンフットボール連盟理事長）
- 駒月仁人（プロ野球選手）
- 森脇亮介（プロ野球選手）
- 吉田潤喜（実業家）[4]